# Hej Slovenci
Hej Slovenci (slovensko v Jugoslaviji, Hej Slovani; slovaško Hej Slováci; hrvaško Hej Slaveni; srbsko Hej Sloveni) je domoljubna pesem različnih slovanskih narodov, ki je bila od leta 1945 državna himna Socialistične federativne republike Jugoslavije in je bila do leta 2006 himna Državne skupnosti Srbije in Črne gore. Besedilo pesmi je leta 1834 napisal Samuel Tomášik pod naslovom Hej Slovaki!, melodijo pa ima v osnovi enako kot Mazurka Dombrowskega, državna himna Poljske. Do razpada Jugoslavije v letu 1991 so bile v rabi različice v slovenščini, srbohrvaščini in makedonščini, tudi v hrvaščini in srbščini (v enemu času).
Prvotna pravilna slovenska različica pesmi, ki se je pela skoraj stoletje dolgo obdobje do ustanovitve Socialistične federativne republike Jugoslavije je Hej Slovenci!. Tekst in note za moški zbor so napisane v Slovenski Pesmarici Jakoba Aljaža iz leta 1896 in njenih ponatisih, pa tudi v več drugih pesmaricah iz 19. in prve polovice 20. stoletja. Besedilo prvotne pesmi ni v celoti enako himni SFRJ, saj je v zadnji izpuščena druga kitica, v kateri je v besedilu omenjen Bog. Slovaška različica pesmi je bila v l. 1939-1945 državna himna Slovaške.

## Besedilo
| Hej Slovenci, naša reč slovenska živo klije dokler naše verno srce za naš narod bije. Živi, živi, duh slovenski, bodi živ na veke! Grom in peklo, prazne vaše proti nam so steke. Bog pa gromo-vladni nam podal je dar jezika, da pač nihče na tem svetu nič nam ne podtika, Bo naj kolikor ljudi tolkanj črtov na sveti, Bog je z nami, kdor prot' nam, ga če Perun podreti. Naj tedaj nad nami strašna burja naj se znese, skala poka, dob se lomi, zemlja naj se trese. Bratje, mi stojimo trdno kakor zidi grada, črna zemlja naj pogrezne tega, kdor odpada. |

## Himna SFRJ
| Hej Slovani, naša reč slovanska živo klije dokler naše verno srce za naš narod bije. Živi, živi, duh slovanski, bodi živ na veke, grom in peklo, prazne vaše proti nam so steke. Naj tedaj nad nami strašna burja se le znese, skala poka, dob se lomi, zemlja naj se strese. Bratje, mi stojimo trdno kakor zidi grada, črna zemlja naj pogrezne tega, kdor odpada. | Hej Slaveni, jošte živi Riječ naših djedova Dok za narod srce bije Njihovih sinova Živi, živi duh slavenski Živjeće vjekov'ma Zalud prijeti ponor pakla Zalud vatra groma Nek se sada i nad nama Burom sve raznese Stijena puca, dub se lama Zemlja nek se trese Mi stojimo postojano Kano klisurine Proklet bio izdajica Svoje domovine. | Hej, Sloveni, još ste živi Duh naših dedova, Dok za narod srce bije Njihovih sinova. Živi, živi duh slovenski, Živeće vekov'ma! Zalud preti ponor pakla, Zalud vatra groma! Nek se sada i nad nama Burom sve raznese, Stena puca, dub se lama, Zemlja nek se trese! Mi stojimo postojano Kano klisurine, Proklet bio izdajica Svoje domovine! |
| Еј, Словени, жив е тука зборот свет на родот штом за народ срце чука преку син во внукот! Жив е вечно, жив е духот словенски во слога. Не нè плашат адски бездни нити громов оган! Пустошејќи, нека бура и над нас се втурне! Пука даб и карпа сура, тлото ќе се урне: Стоиме на стамен-прагот – клисури и бедем! Проклет да е тој што предал Родина на врагот! | Hej Sloveni, još ste živi Duh naših đedova Dok za narod srce bije Njihovih sinova Živi, živi duh slovenski Živjeće vjekov'ma Zalud prijeti ponor pakla Zalud vatra groma Nek se sada i nad nama Burom sve raznese Stijena puca, dub se lama Zemlja nek se trese Mi stojimo postojano Kano klisurine Proklet bio izdajica Svoje domovine. | Hej Slaveni, jošte živi Duh (riječ) naših djedova Dok za narod srce bije Njihovih sinova Živi, živi duh slavenski Živjeće vjekov'ma Zalud prijeti ponor pakla Zalud vatra groma Nek se sada i nad nama Burom sve raznese Stijena puca, dub se lama Zemlja nek se trese Mi stojimo postojano Kano klisurine Proklet bio izdajica Svoje domovine. |
| Hej Słowianie, jeszcze nasza Słowian mowa żyje, póki nasze wierne serce za nasz naród bije. Żyje, żyje duch słowiański, i żyć będzie wiecznie, Gromy, piekło - złości waszej ujdziem my bezpiecznie! Dar języka zwierzył nam Bóg, Bóg nasz gromowładny, Nie śmie nam go tedy wyrwać na świecie człek żadny. Ilu ludzi, tylu wrogów, możem mieć na świecie, Bóg jest z nami, kto nam wrogiem, tego Piorun zmiecie! I niechaj się ponad nami groźna burza wzniesie, skała pęka, dąb się łamie, ziemia niech się trzęsie. My stoimy stale, pewnie, jako mury grodu. Czarna ziemio, pochłoń tego, kto zdrajcą narodu! | Hej, Slováci, ešte naša slovenská reč žije, Dokiaľ naše verné srdce za náš národ bije. Žije, žije, duch slovenský, bude žiť na veky, Hrom a peklo, márne vaše proti nám sú vzteky! Jazyka dar sveril nám Boh, Boh náš hromovládny, Nesmie nám ho teda vyrvať na tom svete žiadny; I nechže je koľko ľudí, toľko čertov v svete; Boh je s nami: kto proti nám, toho parom zmetie. I nechže sa aj nad nami hrozná búrka vznesie, Skala puká, dub sa láme a zem nech sa trasie; My stojíme stále pevne, ako múry hradné Čierna zem pohltí toho, kto odstúpi zradne! | Hej Slované, ještě naše slovanská řeč žije, pokud naše věrné srdce pro náš národ bije. Žije, žije duch slovanský, bude žít na věky. Hrom a peklo, marné vaše, proti nám jsou vzteky. Jazyka dar svěřil nám Bůh, Bůh náš hromovládný. Nesmí nám ho tedy vyrvat na tom světě žádný. I nechať je tolik lidí, kolik čertů v světě. Bůh je s námi, kdo proti nám, toho Perun smete. I nechať se též nad námi, hrozná bouře vznese. Skála puká, dub se láme. Země ať se třese ! My stojíme stále pevně, jako stěny hradné. Černá zem pohltí toho, kdo odstoupí zrádně ... |